# .zr
.zr je bivša vrhovna internetska domena (country code top-level domain - ccTLD) za Zair. Kada je ova zemlja promijenila ime u Demokratska Republika Kongo 1997. godine dodijeljena joj je nova domena pod imenom .cd. Domena .zr je izbrisana 2001. godine.